# 坪井東
坪井 東（つぼい はじめ、1915年〈大正4年〉5月1日 ‐ 1996年〈平成8年〉7月5日）は、日本の実業家。三井不動産の社長や会長を22年間務め、ツーバイフォー工法の導入や東京ディズニーランド開園事業に携わったほか、三井ホーム社長、世界不動産連盟会長、不動産協会理事長、不動産流通経営協会理事長等の公職も務めた。

## 人物
千葉県市川市生まれ。旧制東京府立第三中學校（のちの都立両国高等学校）を経て、旧制東京商科大学（のちの一橋大学）を卒業。のちに三洋証券社長の土屋陽三郎、新日本証券社長の鷹尾寛、東京銀行頭取の横山宗一、鹿島建設副会長の原明太郎、マツダ会長の岩沢正二、丸井今井社長の今井道雄、日東製網社長の小林政夫、一橋大学学長の小泉明らとともに大学の同期会を結成した。また大学同窓の森泰吉郎に（森ビル創業者）にビル事業を教えた。
1938年に三井合名に入社。その後財閥解体に伴い、中川海運（後の照国海運）に転じ、取締役総務部長に就任した。江戸英雄が三井本社から三井不動産に転出後、中川海運が業態悪化したことを機に、江戸が中川海運社長の反対を押し切り、三井に復帰させ、1949年三井不動産入社。爾来、ビル部門を除く埋め立て事業、宅地造成、住宅部門を担当する。
1974年三井不動産販売社長に就いたほか、江戸から後任として推挙され三井不動産社長にも就任し、不動産流通事業を立ち上げたほか、臨海工業地帯の埋め立て、超高層ビル建設などの事業をすすめた。またツーバイフォー工法を導入し、日本初のツーバイフォーの住宅会社・三井ホームを設立し、初代社長に就任。日本ツーバイフォー建築協会初代会長を務め、1998年に同会が「坪井賞」が創設した。さらに東京ディズニーランドの開園事業にも携わるが、合理的な坪井は本心としてはディズニーランドのような水もののレジャー事業には大変消極的だった。新宿西戸山開発代表取締役社長なども兼務。
1982年の三越事件では、9月17日、三井グループの社長会二木会代表だった坪井と八尋俊邦三井物産社長が、三越のイメージ低下が三井グループに及ぼす影響を危惧して記者会見を行い、三井グループの総意として、岡田茂三越社長の退陣を求める声明文を発表している。
1987年会長、1996年取締役相談役。
論客として知られ、1977年9月から国民生活審議会委員。1988年7月から国土審議会委員。1988年から不動産センター理事長。1990年4月からは不動産協会理事長を務め、不動産不況からの脱却を目指し、不動産流動化などについて、政治家や官僚との交渉の矢面にたった。1991年から世界不動産連盟会長、不動産流通経営協会理事長。
もともと冠動脈が弱く、健康のため水泳をしていたが、都内のホテルのプールで泳いでいたときに身体の不調を訴え、1996年7月5日、東京都渋谷区の病院で死去、享年81。葬儀は港区芝公園の増上寺で営まれ、宮沢喜一（元首相）、平岩外四（元経団連会長）、八尋ら3500人あまりが参列した。

## 略歴
- 東京府立第三中學校卒業。
- 1938年 旧制東京商科大学卒業、三井合名入社。
- 1974年 三井不動産社長、三井不動産販売社長、三井ホーム社長。
- 1976年 日本ツーバイフォー建築協会会長。
- 1977年 国民生活審議会委員。
- 1987年 三井不動産会長。
- 1988年 不動産センター理事長、国土審議会委員。
- 1990年 不動産協会理事長。
- 1991年 世界不動産連盟会長、不動産流通経営協会理事長。
- 1996年 三井不動産取締役相談役。
- 1996年7月5日 死去。